# Oratorio di San Rocco (Bedonia)
L'oratorio di San Rocco è un luogo di culto cattolico dalle forme neoclassiche situato in via Roma 34 a Bedonia, in provincia di Parma e diocesi di Piacenza-Bobbio; è sussidiario della parrocchiale di Sant'Antonino Martire di Bedonia e fa parte del vicariato della Val Taro e Val Ceno.

## Storia
Il luogo di culto originario fu edificato in stile barocco nel 1630, in occasione della peste che flagellò il Nord Italia decimandone la popolazione.
L'oratorio fu restaurato in parte nel 1805, ma nel 1836 fu completamente ricostruito in forme neoclassiche.

## Descrizione

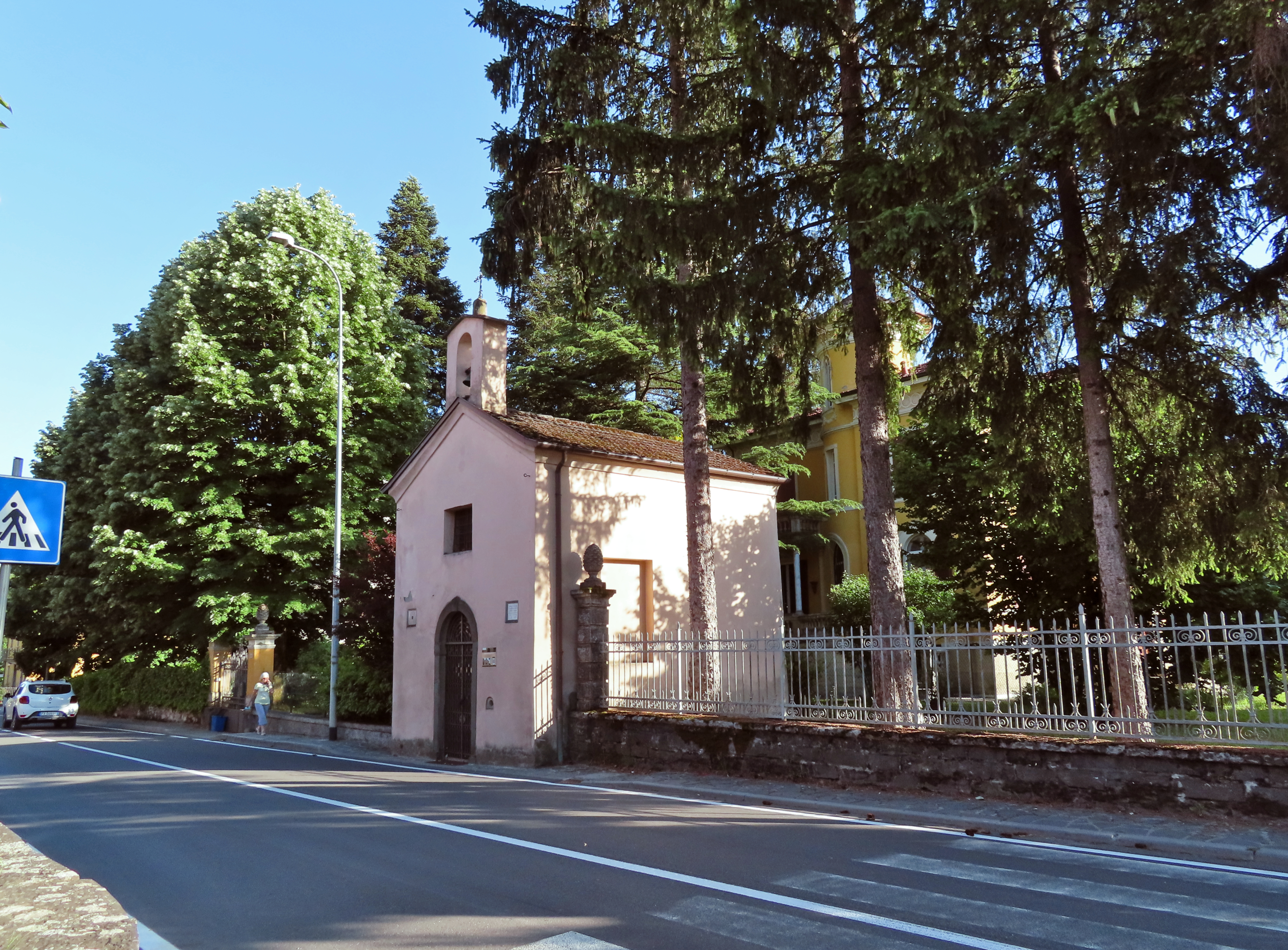
Facciata e lato nord-ovest

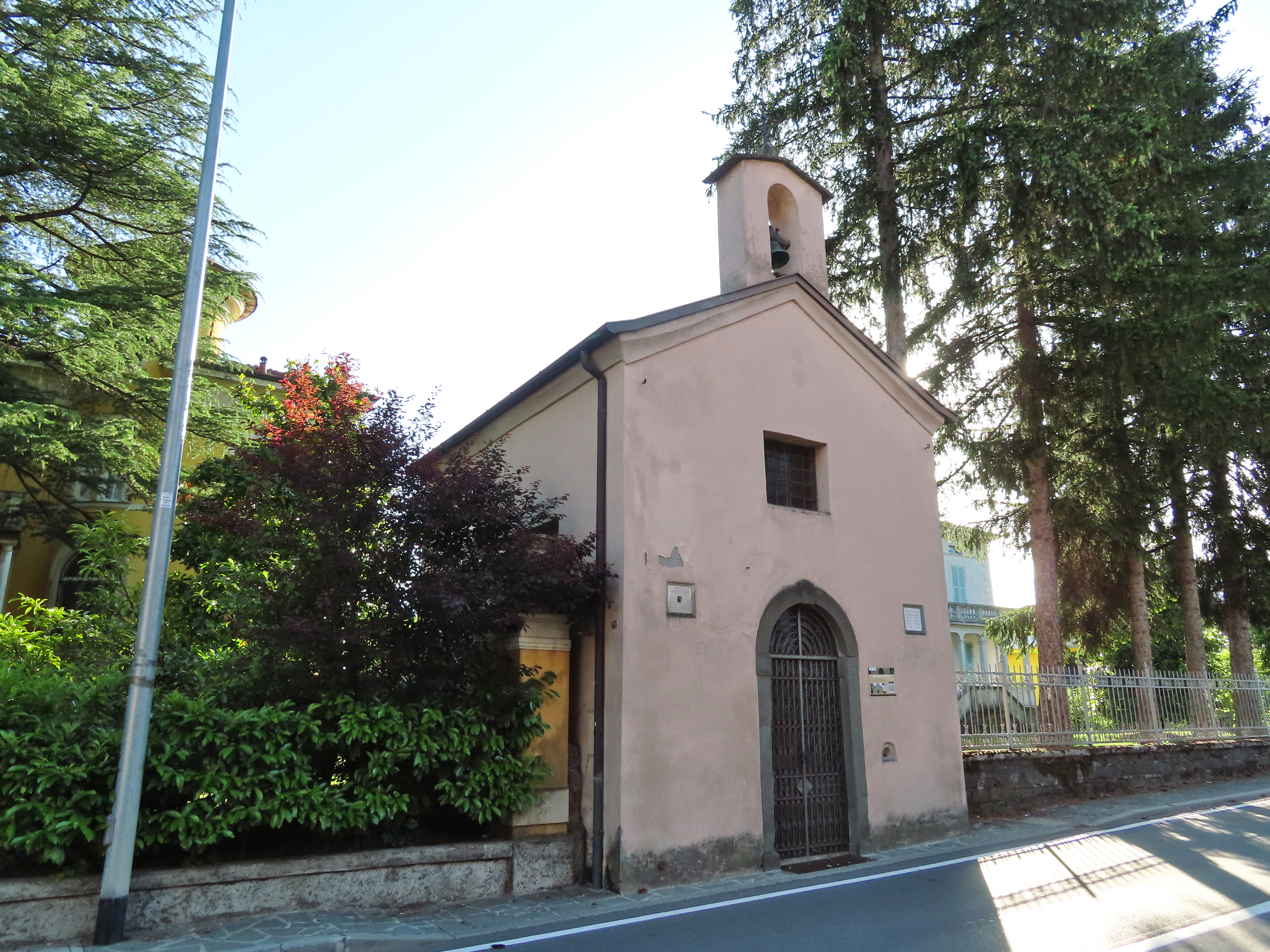
Facciata e lato sud-est

Il piccolo oratorio si sviluppa su una pianta a navata unica.
La semplice e simmetrica facciata a capanna, interamente intonacata, è caratterizzata dalla presenza del portale d'ingresso ad arco a tutto sesto, delimitato da una cornice in pietra; più in alto si apre una piccola finestra rettangolare, mentre sulla destra è murata una piccola lapide a testimonianza della fondazione dell'edificio originario; in sommità corre lungo gli spioventi del tetto un cornicione modanato, mentre al centro si erge un campanile a vela.
All'interno la piccola navata, coperta da una volta a botte impostata sul cornicione perimetrale in aggetto, è arricchita da lesene elevate in corrispondenza degli spigoli e decorata sulle pareti con affreschi a trompe-l'œil.
Il presbiterio, chiuso superiormente da una volta a crociera, è preceduto da un'arcata a tutto sesto dipinta; sul fondo, anch'esso affrescato a trompe-l'œil, si apre sopra all'altare maggiore a mensa una nicchia contenente la statua di San Rocco.